# 新潟県道327号十日町停車場線
新潟県道327号十日町停車場線（にいがたけんどう327ごう とおかまちていしゃじょうせん）は、新潟県十日町市内を通る一般県道である。

## 概要

### 路線データ
- 起点：十日町停車場（新潟県十日町市丑）
- 終点：新潟県十日町市寅（国道117号・新潟県道74号十日町六日町線交点）

## 地理

### 通過する自治体
- 新潟県十日町市

### 交差する道路
- 十日町市道（起点：十日町市丑、「十日町駅」東口）
- 国道117号・新潟県道74号十日町六日町線（終点：本町三交差点）

### 沿線
- JR飯山線・北越急行ほくほく線 十日町駅
- 小千谷総合病院附属十日町診療所
- 新潟労働局 十日町労働基準監督署
- 新潟県警察 十日町警察署 十日町駅前交番
- 十日町市役所 本町分庁舎
- 第四北越銀行 十日町中央支店
- 第四北越銀行 十日町支店
- 大光銀行 十日町支店
- 新潟縣信用組合 十日町支店
- 十日町郵便局
- リオン・ドール 十日町店
- Aコープ 十日町店